# Svjetski dan braka
Svjetski dan braka obilježava se druge nedjelje u veljači, s ciljem da se istakne značenje zajednice žene i muškarca kao temelja obitelji.
Prijedlog za obilježavanje Svjetskoga dana braka došlo je od američke podružnice organizacije „Svjetskih bračnih susreta”. Njegova je svrha proglašena sljedećim riječima: "Svjetski dan braka odaje počast mužu i ženi kao temelju obitelji, osnovnoj jedinici društva. Pozdravlja ljepotu njihove vjernosti, žrtve i radosti u svakodnevnom bračnom životu."
Prethodnik Svjetskog dana braka bila je manifestacija "Vjerujemo u Dan braka". Godine 1981. grupa parova u Baton Rougeu u Louisiani predložila je dan obilježavanja njihovog braka. Guverner i katolički biskup objavili su "Vjerujemo u Dan braka" na dan 14. veljače na Valentinovo. Sljedeće godine 43 savezne države SAD-a proglasile su ovaj praznik, a 1983. godine naziv je promijenjen u Svjetski dan braka, a datum je promijenjen na drugu nedjelju u veljači.